# Šepoty a výkřiky
Šepoty a výkřiky (ve švédském originále Viskningar och rop) je švédské filmové drama, které natočil režisér Ingmar Bergman podle vlastního scénáře. Děj filmu se odehrává na panství na konci devatenáctého století a pojednává o třech sestrách, přičemž jedna z nich bojuje s rakovinou. Ve filmu hrály například Harriet Anderssonová, Ingrid Thulin a Liv Ullmannová. Film byl v pěti kategoriích nominován na Oscara, přičemž cenu za nejlepší kameru získal. Ve filmu byla použita hudba Fryderyka Chopina a Johanna Sebastiana Bacha.